# Gliniany (Ukraina)
Gliniany (ukr. Глиняни) – miasto  w rejonie lwowskim (wcześniej w rejonie złoczowskim) obwodu lwowskiego Ukrainy.

## Historia
Miasto królewskie lokowane w 1397 roku położone było w XVI wieku w województwie ruskim. 1474 rok to pierwsza znana data pojawienia się Żydów w Glinianach.
Miejsce popisów szlachty ziemi lwowskiej I Rzeczypospolitej. Także miejsce koncentracji wojsk koronnych podczas wypraw przeciwko Tatarom.
W 1748 Jakub Błędowski herbu Półkozic, starosta zubczyński w 1747, wykupił starostwo gliniańskie wspólnie ze żoną Urszulą z Dzieduszyckich.

## Przynależność terytorialna
- 1340–1772 w ziemi lwowskiej, województwa ruskiego.
- 1772–1918 miasto w powiecie przemyślańskim Królestwa Galicji i Lodomerii w Cesarstwie Austriackim. Parafia rzymskokatolicka i greckokatolicka loco. Właścicielem tabularnym miasta był hrabia Aleksander Badeni.
- 1918–1939 w powiecie przemyślańskim, województwa tarnopolskiego.

## Demografia
- 3155 mieszkańców według spisu ludności z 1857);
- 3965 mieszkańców w 1880 roku, w tym 1794 grekokatolików, 463 rzymskich katolików, 3 ewangelików, pozostali – wyznawcy judaizmu;
- 4255 mieszkańców w 1921 roku, w tym 1965 Ukraińców, 1679 Żydów, 719 Polaków[6];
- 4391 mieszkańców w 1931 roku[6];
- 3242 mieszkańców w 2011 roku[7].

## Historia
- W czasach epoki kamiennej w regionie dzisiejszych Glinian znajdowały się liczne osady paleolityczne. W Glinianach odkryto kości mamutów oraz narzędzia krzemienne (noże i rylce).
- 1379 – pierwsza wzmianka miasta w dokumentach historycznych.
- 1397 – Jan z Tarnowa wojewoda sandomierski i starosta ziemi ruskiej zezwala Piotrowi Sidel na założenie miasta. Władysław Jagiełło w r. 1425 potwierdza to nadanie (Wittyg, Pieczęcie miast s.70).
- 1537 – na terenie miasta zawiązano rokosz znany jako tzw. wojna kokosza.
- 1578 – miasto uzyskało prawo urządzania trzech jarmarków w roku.
- Od roku 1866 miasto słynęło z przemysłu tkackiego oraz szkoły tkactwa. Wyrabiano m.in. kobierce (tzw. kilimy gliniańskie).
- 1888 – pożar dwa razy strawił miasto[8]
- Pod koniec listopada 1942 roku miejscowi Żydzi zostali przesiedleni przez Niemców do getta w Przemyślanach (miesiąc później zginęli w obozie zagłady w Bełżcu). Spośród 80 osób, które natychmiast po deportacji wróciły z Przemyślan do Glinian, około 60 zostało złapanych i rozstrzelanych na cmentarzu[9].
- W nocy z 26 na 27 kwietnia 1944 roku oddział UPA zabił w Glinianach ponad 40 osób[6][10].
- 4 stycznia 1945 roku UPA ponownie zaatakowała Gliniany[11].

W latach 1940–1941 i 1944–1962 centrum rejonu gliniańskiego. Podczas okupacji niemieckiej pozbawione praw miejskich i włączone do wiejskiej gminy Gliniany.

## Zabytki
- pozostałości zamku obronnego z XV w.,
- kościół parafialny pw. Ducha Świętego -  parafia erygowana w 1397 r. z fundacji króla Władysława Jagiełły. W miejsce kościoła drewnianego, kilkakrotnie niszczonego przez najeźdźców, zbudowano w latach 1791 - 1831 kościół  obecny, murowany. Konsekrowany w 1840. Zamknięty i zamieniony na spichlerz w 1945, zwrócony katolikom w 1995 r., ponownie konsekrowany w 2000 r[13].
- cerkiew z XVIII w.

## Dzielnice Glinian
- Zamoście

## Pobliskie miejscowości
- Zadwórze

## Związani z miastem
Honorowi obywatele Glinian
- Karol Battaglia – sędzia powiatowy w Glinianach[14]
- Alfred Madurowicz – starosta powiatowy w Tarnopolu w 1889[15]